# Obedient (Schiff, 1942)
HMS Obedient (G48) war ein britischer Zerstörer im Zweiten Weltkrieg und gehörte zur ersten Gruppe der standardisierten britischen Kriegszerstörer.
Die Obedient wurde im Zweiten Weltkrieg mit den Battle Honours Artic 1942–44, Barents Sea  1942, Atlantic 1943 und Normandy 1944 ausgezeichnet. Der Zerstörer gehörte zu den vier auch als Minenleger einsetzbaren Schiffen der Klasse. Wie ihre Schwestern überlebte sie den Zweiten Weltkrieg, diente nach dem Krieg kurzzeitig in verschiedenen Funktionen und wurde im Oktober 1962 abgewrackt.

## Geschichte des Zerstörers
Die Obedient wurde mit dem Schwesterschiff Obdurate am 3. September 1939 bei der Werft von William Denny and Brothers in Dumbarton  am Clyde im Rahmen der „1st Emergency Destroyer Flotilla“ („O“-Klasse) in Auftrag gegeben. Die Schiffe mit den Baunummern 1352 und 1353 gehörten zur zweiten Gruppe der O-Klasse, die auch als Minenleger einsetzbar waren. Einzelheiten der Bildung von drei Grundtypen der O- und P-Klasse sind beim Schwesterschiff Pakenham nachzulesen.
Die Kiellegung der Obedient erfolgte am 10. April 1941, vom Stapel lief sie dann am 30. April 1942 als zweite Obedient im Dienst der Royal Navy. Die erste Obedient von 1916 war ein Zerstörer der Admiralty-M-Klasse, der 1921 abgewrackt worden war.
Die als letzter Zerstörer der Klasse abgelieferte Obedient war baugleich mit ihren drei Schwesterschiffen Obdurate und den bei Thornycroft entstandenen Opportune und Orwell. Die Bewaffnung bestand aus vier 10,2-cm-L/45-Mk.V-Schiffsgeschützen mit einer maximalen Elevation von 80° (im Gefecht nutzbar bis 60°) und einer speziell für die Klasse entwickelten Wetterschutzverkleidung. Je zwei waren an Bug und Heck übereinander aufgestellt. Für die Nahbereichsverteidigung waren ein 4,0-cm-L/39-pompom-Fla-Vierling erhöht hinter dem Schornstein und vier 2,0-cm-L/70-Oerlikon-Maschinenkanonen auf der Scheinwerferbrücke zwischen den Torpedorohrsätzen und an den Brückenenden vorhanden. Dazu verfügte das Schiff, wie die Schwesterschiffe, über zwei Vierfach-21-Zoll-Torpedorohrsätze (53,3 cm) und führte bis zu 30 Wasserbomben mit sich, die mit zwei Werfern und über zwei Ablaufbahnen eingesetzt wurden.
Während der Dienstzeit wurden die Oerlikons an den Brückenenden durch Zwillings-Ausführungen ersetzt und zwei zusätzliche Wasserbombenwerfer installiert sowie der Vorrat auf 60 Wasserbomben erhöht.

### Einsatzgeschichte
Am 30. Oktober 1942 übernahm die Royal Navy ihre zweite Obedient, die der 17th Destroyer Flotilla bei der Home Fleet zugeteilt wurde. Letzte Tests, vollständige Ausrüstung und abschließende Ausbildung erfolgten in Scapa Flow. Ab dem 15. November begleitete der Zerstörer, mit den Schwesterschiffen Obdurate und Orwell, die Kreuzer London und Suffolk auf einer Versorgungsfahrt zur Garnison auf Spitzbergen.
Am 25. Dezember stieß die Obedient mit den Zerstörer Onslow, Obdurate, Oribi, Orwell und Achates zum Geleitzug JW 51B von 14 Frachtern und dem Minensucher Bramble, den Flower-Korvetten Hyderabad, Rhododendron und den Trawlern Northern Gem und Vizalma auf dem Weg nach Murmansk. Als bei sehr schweren Wetterbedingungen der Konvoi am 31. Dezember 1942 vom deutschen Schweren Kreuzer Admiral Hipper angegriffen wurde, entschloss sich der Kommandant der Onslow, Captain Robert Sherbrooke, zu einem Gegenangriff mit Obedient, Obdurate und Orwell, woraus sich die Schlacht in der Barentssee entwickelte. Nachdem die britischen Kreuzer Jamaica und Sheffield den Gefechtsraum erreicht und den Zerstörer Friedrich Eckoldt versenkt hatten, traten die deutschen Einheiten wegen der unklaren Gefechts- und Befehlslage den Rückmarsch an. Sie hatten einen Zerstörer und ca. 330 Mann verloren, dazu war die Admiral Hipper beschädigt. Auf britischer Seite starben etwa 250 Mann; die Achates und die Bramble waren gesunken, auf Onslow und Obdurate gab es Tote und ein Transporter wurde versenkt.
Vom 11. bis zum 15. Januar 1943 liefen dann Obedient und Obdurate, an Bord auch Schwerverletzte der Onslow, wieder nach Scapa Flow zurück. Bis zur Sommerpause der Konvois im Nordmeer wurde die Obedient noch in der Fernsicherung des Geleitzugs RA 52 und der Fighting Escort Group von Geleitzug JW 53 eingesetzt. Nach deutschen Erfolgen in der Schlacht im Atlantik bildete die Obedient mit Offa, Oribi, Orwell und Onslaught die 3rd Support Group, die mit vier ähnlichen Gruppen Konvois bei Gefahr unterstützen und sie durch U-Boot-Verbände führen sollten, die nicht umgangen werden konnten.
Ab Juli 1943 wurde der Zerstörer wieder bei der Home Fleet in der 17th Destroyer Flotilla eingesetzt und sicherte Einsätze gegen die norwegische Küste oder im Atlantik. Ab dem 13. August gehörte der Zerstörer zur Sicherung des Trägers Unicorn bei dessen Verlegung nach Gibraltar und dann mit Obdurate und Opportune zur Sicherung der beschädigten Indomitable auf dem Weg von Gibraltar über Bermuda nach Norfolk (Virginia). Nach der Rückkehr im September sicherte der Zerstörer im Oktober noch die Verlegung des Schlachtschiffs Valiant für den Einsatz bei der Operation Avalance bis Gibraltar. Eine U-Boot-Jagd während der Reise zusammen mit dem Zerstörer Teazer blieb erfolglos. Anschließend wurde die Obedient nach Island verlegt, um wieder auf dem Nordmeer zur Sicherung von Nordmeergeleitzügen eingesetzt zu werden. Gesichert wurde ab dem 18. November der Geleitzug JW 54A zusammen mit Impulsive, Onslow, Orwell, Onslaught sowie drei kanadischen Tribal-Zerstörern. Schon am 19. November musste der Zerstörer den Dienst abbrechen, da die Steuermaschine ausfiel. Nur mit den Maschinen steuernd musste der Zerstörer wieder nach Island zurückkehren. Die Reparatur erfolgte dann am Tyne.
Am 17. Januar 1944 verließ der Zerstörer die Werft und kehrte wieder nach Scapa Flow zur Home Fleet zurück. Ab dem 6. bis zum 9. Februar verstärkte der Zerstörer mit Verulam und Swift den Geleitzug RA 56, da an den Geleitzug JW 56A und Geleitzug JW 56B die Hardy verloren und die Obdurate schwer beschädigt worden waren.
Es folgten Einsätze am Geleitzug JW 57, bei dem der Zerstörer Mahratta von U 990 versenkt wurde (16 Überlebende), dem Rückgeleit RA 57 und den folgenden Geleitzügen JW 58 und RA 58.
Im April 1944 endete die Konvoisaison; Obedient, Offa, Onslaught, Onslow und Oribi begannen mit ersten Übungen für den geplanten Einsatz im Rahmen der Invasion in der Normandie. Am 14. und 15. Mai gehörte die Obedient zu einer Kampfgruppe um die Geleitträger Emperor und Striker mit den Kreuzern Sheffield und Royalist und den Zerstörern Onslow, Ursa, Wakeful, sowie den polnischen Piorun und Blyskawica, die zweimal auf Rörvik und Stadlandet vorstieß und mit den Trägerflugzeugen zahlreiche Nahtreffer auf vor Anker liegenden deutschen Schiffen erzielte, jedoch keinen Versenkungserfolg erreichte.
Als am 6. Juni 1944 (Decision-Day) dann die alliierte Invasion in der Normandie (Operation Overlord) erfolgte, gehörte die Opportune zu den im Landungsbereich eingesetzten Zerstörern, während Onslow, Onslaught, Offa, Oribi, Obedient und Orwell in der südlichen Nordsee einen möglichen deutschen Gegenangriff durch den Kanal verhindern sollten. Nur das Schwesterschiff Obdurate war nach einem Torpedotreffer von U 350 am 25. Januar 1944 bei der Sicherung des Konvois JW 56A bis zum Frühjahr 1945 nicht einsatzfähig.
In der Nacht zum 27. Juli verfolgte die Obedient mit Savage und Opportune sowie vier britischen MTB eine Gruppe von vier deutschen Schnellbooten aus Boulogne, die vor der britischen Küste zwei Frachter torpediert hatten.
Im September 1944 kehrte die Obedient wieder zu ihrem angestammten Arbeitsbereich zurück; sie begleitete mit ihrem Schwesterschiff Orwell den Kreuzer Jamaica auf einer Versorgungsfahrt zur alliierten Basis auf Spitzbergen. Dazu übten die Zerstörer der 17. Flottille auch Einsätze gegen das von den Deutschen weiter besetzte Norwegen. Der erste Einsatz an einem Versorgungskonvoi nach Nordrussland begann für den Zerstörer am 22. Oktober am Geleitzug JW 61 zusammen mit dem Kreuzer Dido, den Geleitträgern Nairana, Tracker und Vindex, Zerstörern der 17th Flotilla sowie den Fregatten zweier Escort Groups. Ohne jeden Verlust erreichte der Konvoi am 28. Oktober die Kola-Bucht. Am 9. November erfolgte dann der Rückmarsch als Sicherung des Konvois RA 61. Vor dem Jahreswechsel wurden noch die Geleitzüge JW 62 und RA 62 abgewickelt. Zum Jahreswechsel führten Obedient und Orwell mit Zephyr und Zealous noch eine gesonderte U-Boot-Suche westlich der Orkneys durch.

### Letzte Einsätze und das Kriegsende
Auch 1945 war der Zerstörer mit den anderen Einheiten der Flottille weiterhin in die Aktivitäten der Home Fleet gegen die norwegische Küste und den Schiffsverkehr der deutschen Besatzer an dieser Küste eingebunden. So stieß sie mit Onslow und Orwell sowie den Kreuzern Norfolk und Bellona am 10. bis 12. Januar gegen den Schiffsverkehr im Raum Egersund vor. Im Frühjahr verblieb der Zerstörer bei der Home Fleet und es wurde Planungen für ein spezielles Minenfeld gegen U-Boote vor Kola begonnen. Im März wurde die Umrüstung für einen Mineneinsatz begonnen. Dazu wurden die Wasserbomben und ihre Einsatzwaffen und auch das hintere/untere 4-Zoll-Geschütz von Bord gegeben. Die Umrüstung der Obedient in Immingham war am 6. April abgeschlossen.

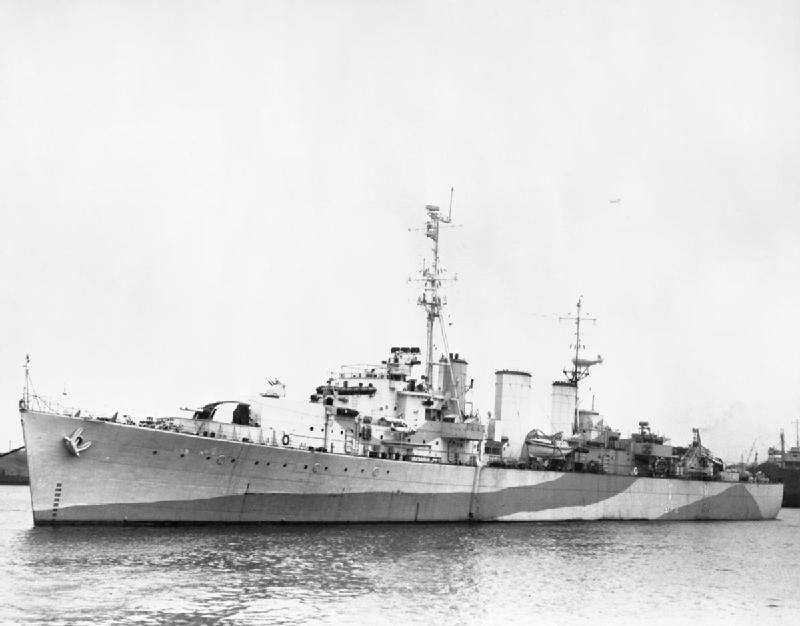
Der Minenleger Apollo

Da die endgültige Zustimmung der sowjetischen Behörden zu der Minenverlegung noch nicht vorlag, verlegte Obedient mit den Schwesterschiffen Opportune und Orwell sowie dem Minenleger Apollo ein ergänztes Feld in den Northwest Approaches zu den britischen Inseln (Operation CH - Part of Field S3). Am 17. verlegten bei sehr schlechtem Wetter die vier Minenleger mit dem Kreuzer Dido als Sicherung gegen Flugzeuge (genannt Force 5) in die Kola-Bucht, um das geplante Minenfeld gegen deutsche U-Boote auszubringen. Das verzögerte Auftanken der britischen Einheiten und russische Forderungen nach einer Durchsuchung der eingesetzten Einheiten verzögerten den geplanten Einsatz. Schließlich nahmen die Schiffe sowjetische Beobachter an Bord und verlegten das Feld von 276 Minen ab dem 22. April 1945. Als Sicherung gegen U-Boote wurde die 19. Escort Group mit den Fregatten Loch Insh und Loch Shin der  Loch-Klasse, Anguilla der Colony-Klasse sowie Cotton und Goodall der Captain-Klasse vom Konvoi JW 66 kurz vor dem Ziel abgezogen. Auf dem Rückweg nach Murmansk von der Operation Trammel zum erneuten Auftanken, überliefen die britischen Minenleger das Feld, um die Nichtbehinderung der normalen Schifffahrt zu beweisen.

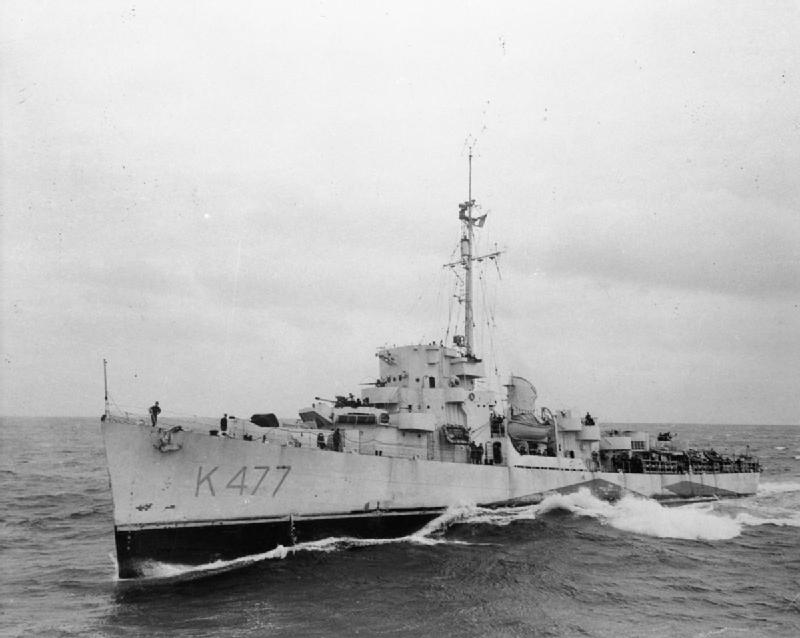
Die Grindall der Captain-Klasse, ähnlich Goodall

Nach den Quellen bleibt unklar, ob die Minenzerstörer tatsächlich Nord-Norwegen verließen. Obedient scheint neben anderen Zerstörern beim Tanker Blue Ranger verblieben zu sein und die zuletzt die Minensucher gegen U-Boote sichernde 19. Escort Group kam bei der Sicherung des letzten Kriegsgeleits RA 66 zum Einsatz. Loch Insh versenkte am 29. April U 307 (14 Überlebende), U 286  torpedierte die Fregatte Goodall, die später aufgegeben werden musste.
Am 4. Mai war die Obedient mit Orwell an der Sicherung einer Kampfgruppe der Flotte mit den Geleitträgern Searcher, Queen und Trumpeter beteiligt, deren Flugzeuge im Stützpunkt Kilbotn bei Harstadt U 711, das Depotschiff Black Watch und das Versorgungsschiff Senja (858 BRT) versenkten. Am 6. Mai lief ein Verband unter Vizeadmiral Rhoderick McGrigor durch das Skagerrak nach Kopenhagen. Dabei geriet die Obedient in ein Minenfeld und musste bis zu seiner Abklärung zurückbleiben. Der Zerstörer lief nach Klärung der Lage zurück nach Scapa Flow.
Am 15. Mai begleitete die Obedient den Schweren Kreuzer Norfolk mit dem Befehlshaber Vice Admiral McGrigor nach Bergen. Ab dem 26. Mai diente die Obedient als Wachschiff in Kiel und überwachte anfangs die Arbeiten zur Wiedereröffnung des Kaiser-Wilhelm-Kanals. Im Juni folgten Aufgaben bei der Zusammenstellung von U-Booten für die Überführung nach Großbritannien und Kontrollaufgaben in verschiedenen deutschen Häfen (u. a. Travemünde) zusammen mit Oribi, Offa und Obdurate. Ende des Monats begleitete sie den US-Kreuzer Philadelphia im Ärmelkanal, der den US-Präsidenten Harry S. Truman bei dessen Reise zur Potsdamer Konferenz begleitet hatte und Anfang August mit der amerikanischen Delegation über den Atlantik zurücklief. Im August besuchte die Obedient dann noch Tromsö, wo eine deutsche Yacht beschlagnahmt wurde.

### Nachkriegszeit und Ende des Zerstörers
Nach einer Routineüberholung nahm der Zerstörer an der Versenkung der deutschen U-Boot-Flotte (Operation Deadlight) teil und diente anschließend in der Flottille der Torpedoschule in Portsmouth. Ab Oktober 1947 befand sich der Zerstörer in Reserve, wurde 1949 nochmals überholt und am 17. Oktober 1952 in Portsmouth wieder in Dienst gestellt. Nach Teilnahme am Coronation Review diente der Zerstörer ab als Rettungsschiff bei Übungen von Flugzeugträgern im Kanal. Im Dezember 1953 kam der Zerstörer zur Reserveflotte in Chatham und verblieb dort bis auf eine kurze Unterbrechung im Februar 1956. Ein geplanter Umbau von Obedient und dem Schwesterschiff Obdurate zu erheblich umgebauten U-Abwehr-Fregatten unterblieb. 1961 wurde das Schiff ausgesondert und in Blyth ab dem 19. Oktober 1962 abgebrochen.